# アンナ・アスカーニ
アンナ・アスカーニ（イタリア語：Anna Ascani、1987年10月17日 - ）はイタリアの政治家である。

## 経歴
2009年にペルージャ大学で哲学の学士号を取得し、2012年にトレント大学で修士号を取得した。2016年以来、グイド・カルリ社会科学国際自由大学の政治学の博士課程に在籍している。
2006年、18歳の頃、アスカーニはウンブリア州にある故郷・チッタディカステッロの市議会の議席に立候補した。翌年、民主党の誕生に伴い、2007年民主党指導者選挙でエンリコ・レッタを支持した。

### 政治的キャリア
2013年総選挙で、副会議所に選出された。同年の予備選挙では、のち秘書に選出されたマッテオ・レンツィを支持した。2017年の予備選挙で再びレンツィを支持した。
2016年、フォーブスはアスカーニを「最も影響力のあるヨーロッパの政治家の30人」に指名した。
2018年総選挙で副選挙区に再選された後、ロベルト・ジャケッティのランニングメイトとして2019年の予備選挙に出馬した。2人は3位となったが、アスカーニは民主党の副大統領であるデボラ・セッラッチアーニと共に任命された。
2020年3月14日にコロナウイルスの感染が確認された。